# Vaccinium puberulum
Vaccinium puberulum är en ljungväxtart som beskrevs av Johann Friedrich Klotzsch och Meissn. Vaccinium puberulum ingår i Blåbärssläktet, och familjen ljungväxter.

## Underarter
Arten delas in i följande underarter:
- V. p. cardonae
- V. p. hitchcockii
- V. p. jauaense
- V. p. spathulatum
- V. p. subcrenulatum.
- V. p. tepuiense